# Ewigkeit der Welt
Die Ewigkeit der Welt ist ein zentrales Problem menschlichen Nachdenkens.
Ob die Welt einen Anfang in der Zeit hat oder in einem ewigen, unbegrenzten All seit jeher besteht, wird in der Naturphilosophie von der Antike bis ins 19. Jahrhundert diskutiert.
Neben der Philosophie und Religion spielt die Frage auch in der Kosmologie eine Rolle.
Immanuel Kant stellte sie in seiner Kritik der reinen Vernunft als ersten Widerstreit dar, in den sich die Vernunft verstricken kann, wenn sie über die Grenzen der Erfahrung hinausgehen will, um metaphysische Erkenntnisse zu gewinnen.
Im Mittelalter diskutierten die Scholastiker das Problem aus der religiösen Perspektive, dass die Welt Gottes Schöpfung sei. Hierbei wurde das Verhältnis von Glaube und Vernunft, Theologie und Philosophie problematisch.

## Ursprünge
Für die indische Philosophie, die chinesische Philosophie und die griechische Philosophie ist die Frage nach der ewigen Welt seit jeher ein Grundmotiv. In mythischen Kosmogonien und Schöpfungserzählungen der Ägypter, Babylonier und Perser spielt es eine ebenso wichtige Rolle wie in der Theogonie Hesiods, der frühen Germanischen Dichtung und den großen Offenbarungsreligionen.

## Philosophie
Für die klassische griechische Philosophie bezog sich die Lehre von der ewigen Welt zunächst nicht auf die dauerhafte Gestalt des Kosmos, sondern auf den Urstoff, aus dem in einem nie versiegenden Fluss des Werdens neue Welten hervorgingen.
Die frühen Hylozoisten wie Thales von Milet und Anaximander, die Vorsokratiker Heraklit, Empedokles und Anaxagoras vertraten diese Auffassung ebenso wie die Atomisten Demokrit und Leukipp.
Am charakteristischsten ist sie in den Worten Heraklits überliefert, nach denen diese Welt weder von Gott noch dem Menschen geschaffen worden sei: Sie „war und ist und wird immer sein ein ewig lebendiges Feuer, aufflammend nach Maßen und verlöschend nach Maßen.“

### Platon

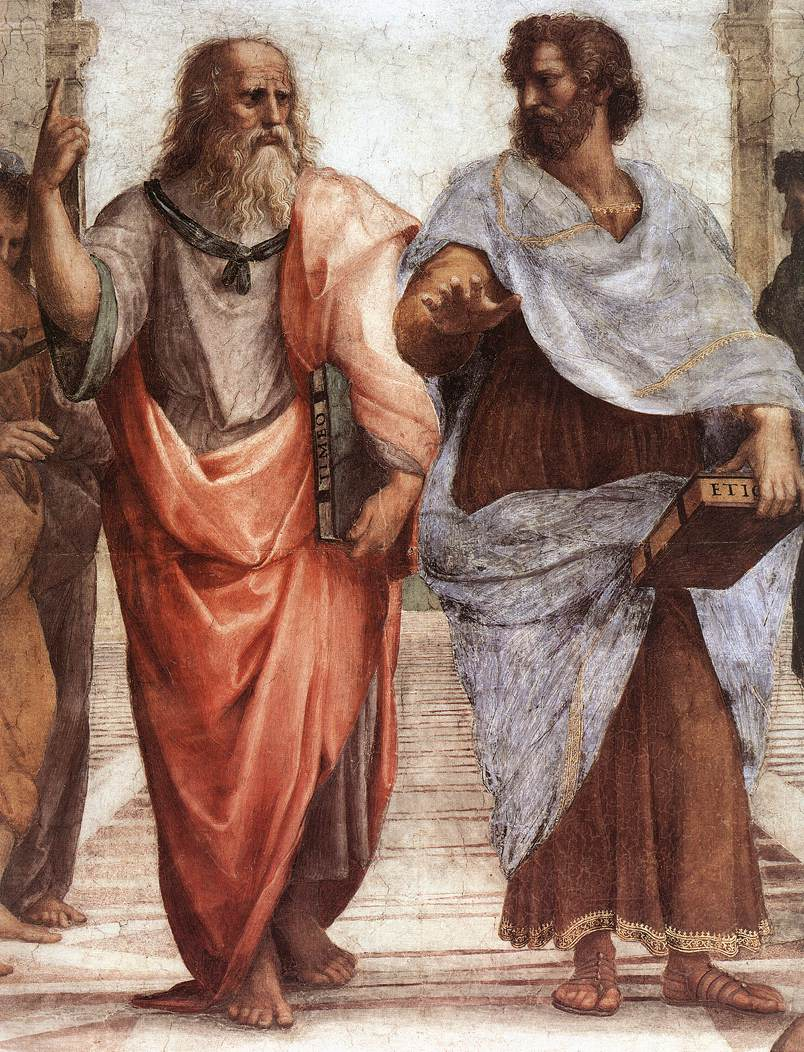
Platon (links), den Timaios haltend, und Aristoteles; Ausschnitt aus Raffaels Die Schule von Athen (1510–1511), Stanza della Segnatura, Vatikan

Platons Spätwerk Timaios dreht sich um zentrale kosmologische Fragen und geht – in den Ausführungen Kritias’ – daneben auf das mythische Inselreich Atlantis ein. Vor der eigentlichen Rede des Timaios gibt Kritias eine Erzählung Solons wieder. Dieser habe von einem Priester von den regelmäßigen Zerstörungen gehört, die sich aus den alten Überlieferungen ergäben.
Es haben schon „vielerlei Vertilgungen der Menschen stattgefunden und werden auch fernerhin noch stattfinden, die umfänglichsten durch Feuer und Wasser, andere, geringere aber durch unzählige andere Ursachen.“ Helios’ Sohn Phaethon habe den Wagen seines Vaters bestiegen und aus Unachtsamkeit die Erde verbrannt, bis er „selber vom Blitze erschlagen ward“. Zwar klinge dies wie eine Fabel, „doch ist das Wahre daran die veränderte Bewegung der die Erde umkreisenden Himmelskörper und die Vernichtung von allem, was auf der Erde befindlich ist, durch vieles Feuer, welche nach dem Verlauf gewisser großer Zeiträume eintritt.“
Nach diesem Bericht bittet Sokrates, Timaios zu sprechen, habe er doch soeben die Götter angerufen. Wer sich anschicke, „über das All zu sprechen“ und die Frage, ob es entstanden sei oder „unentstanden von Ewigkeit war“, so Timaios, müsse „den Verstand verloren haben“, wenn er dies nicht täte, da den Beistand nötig habe, „das Ganze vor allem nach ihrem Sinne“ zu erläutern.
In seiner von der Ideenlehre ausgehenden Rede unterscheidet Timaios zunächst das „immer Seiende, welches kein Werden zulässt“ und das „immer Werdende, welches niemals zum Sein gelangt“. Alles Werdende setze eine Ursache voraus, da nichts ohne sie entstehe.
Ein möglicher Demiurg werde sich an den ewigen Ideen, dem immer Seienden orientieren, so dass die von ihm geschaffenen Dinge „vortrefflich“ würden. Blicke er auf das Gewordene als eines Urbildes, wäre die so entstehende Welt hingegen unvollkommen. „Von dem ganzen Weltgebäude nun oder Weltall“ müsse jeweils untersucht werden, „ob es immer war und nicht erst, in das Werden eintretend, einen Anfang genommen hat, oder ob es entstanden und von einem Anfange ausgegangen ist.“
Da die Gegenstände sinnlich wahrnehmbar seien, müssten sie entstanden sein und gehörten somit dem Werden an, das auf einer Ursache beruhe: „So ist denn jene [die Welt] als eine solche ins Leben gerufen worden, die nach dem Urbilde dessen entstanden, was der Vernunft und Erkenntnis erfassbar ist und beständig dasselbe bleibt [Idee].“
Die philosophische Kosmologie des Timaios wurde, indem sie Wissen hinter den Erscheinungen sucht, zur Propädeutik für Glück und Seinserkenntnis. Es ist möglich, dass Platon mit seiner Betonung astronomischer Phänomene auf Eudoxos’ Entdeckungen reagierte. Platons Werk beeinflusste die Entwicklung der antiken Astronomie wesentlich.
Mit seiner Kosmologie soll der Timaios erklären, wie eine sich ständig bewegende Sinnenwelt analysierbar ist und beschrieben werden kann, obwohl die Welt der Ideen die eigentliche Wirklichkeit darstellt. Der platonische Seelenbegriff beinhaltet einen kinetischen Aspekt, indem kosmische Bewegungen – etwa von Planeten – mit Seelen in Verbindung gebracht werden. Der Zugang zu den Naturwissenschaften wird erleichtert, weil Platon die Bewegungen ontologisch aufwertete.
Letztlich scheint die Güte Gottes die Ursache für die Existenz des Kosmos zu sein, der als großes, aus Weltkörper und -seele bestehendes Lebewesen vorgestellt wird. Ein guter Gott wünsche, dass alles so gut wie möglich werde, ordne die vorgefundene Bewegung und gebe Geist und Seele hinzu.
So ist das Vorbild des Demiurgen ein vollkommenes Wesen, das dem Reich der Ideen angehört.
Bei der Erschaffung der Welt richtet sich der Demiurg nach der Idee des Lebewesens, das alle anderen umfasse.
Platon ließ die Welt als vollendete, um sich selbst rotierende Kugel entstehen, von der Weltseele durchdrungen und von ihr umhüllt. Auf diese Weise ist die Welt, die voll Göttlich-Ewigem ist, zugleich ideell und materiell. So ist der für den Menschen sichtbare Kosmos nicht als Erscheinung eines Gottes, sondern als (gewordenes) „Abbild“ vom ewigen „Urbild“ zu unterscheiden.

### Aristoteles

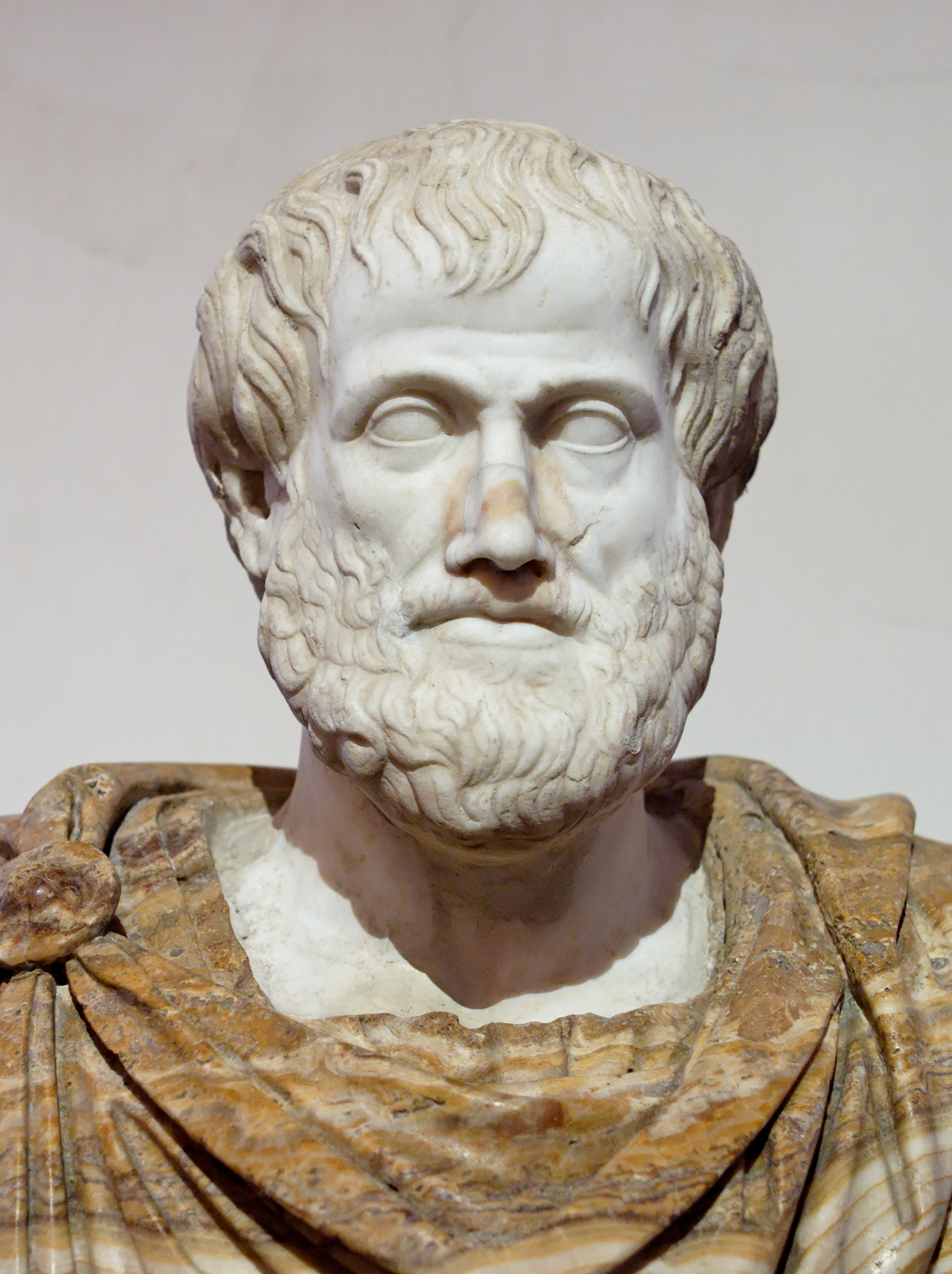
Aristoteles fasste die Welt als ungeworden und unvergänglich auf

Aristoteles war der erste Philosoph, der die Welt als unvergänglich, ungeworden und ursprungslos auffasste und die Ewigkeit der Welt systematisch darstellte. So formulierte er in seiner nur fragmentarisch erhaltenen Schrift Protreptikos, dass „der gesamte Himmel“ nicht geworden sei und daher nicht zugrunde gehen könne. Es gebe nur einen ewigen, der „weder einen Anfang noch ein Ende“ habe, so „dass er in sich die unendliche Zeit hat und umfasst.“
In „De caelo“ (Über den Himmel), der von der Forschung in eine frühe Zeit datiert wird und kein einheitliches Werk ist, beschrieb Aristoteles den Himmel als ungeworden und unvergänglich. Er untersuchte die Beständigkeit des Universums und setzte sich mit der im Timaios von Platon dargestellten Lehre auseinander. Für ihn war es unmöglich, dass etwas Gewordenes ewig sei oder etwas Ungewordenes vergehen könnte, wie Timaios behauptet hatte.
Die Ewigkeit der Welt, die sich für Aristoteles vor allem in den Sternen zeigte, leitete er aus der Lehre von der Ewigkeit der Bewegung ab: Wenn die Bewegung einen Anfang gehabt hätte, so nur durch eine andere Bewegung, die dem Anfang schon vorausgegangen war. Etwas wird nur aktuell durch ein anderes Aktuelles, das seinerseits etwas voraussetzt, bis man zu einem ersten Bewegenden (Unbewegter Beweger) kommt, das aus sich selbst reine Aktualität ist. Andererseits kann es kein Ende der Bewegung geben, da dies ebenfalls durch etwas anderes Aktuelles bewirkt werden müsste – dieses aber würde die bisherige Bewegung überdauern. Aus alledem folgte für Aristoteles die Ewigkeit der Welt. Er verstand sie nicht als Zeitlosigkeit, ein Zustand, der für Strömungen des Existentialismus (etwa Karl Jaspers) eine Rolle spielen sollte, sondern als grenzenlose und unermessliche Zeit.

#### Bedeutung
Da sich das kosmologische Weltbild und die Bewegungslehre des Aristoteles aus heutiger Sicht (vor dem Erkenntnisfortschritt der Astronomie) als überholt erweist, ist es nicht leicht, sie unvoreingenommen darzustellen. So ist es sinnvoll, zu prüfen, gegen welche Vorstellungen er sich absetzte. Im Grunde war dies die gesamte kosmologische Tradition von Anaximander bis Speusipp, die Aristoteles als gleichrangig betrachtete und der – wenn auch mit gewissen Differenzierungen – die Vorstellung eines Anfangs gemeinsam war, aus dem die Welt hervorging.
Aristoteles’ sich aus wenigen Grundannahmen und deren Konsequenzen ergebendes System hatte als Mittelpunkt den Begriff der Bewegung, so dass seine Kosmologie und Elementarlehre als kinetisch zu charakterisieren sind.
Die aristotelische Kosmologie war grundlegender Bestandteil des Aristotelismus und wurde von vielen späteren Denkern auf eigene Weise rezipiert.

### Philon
Philon glaubte an einen Weltanfang, ging aber von der ewigen Fortdauer des Universums aus. Wie später Augustinus führte ihn die Philosophie Platons zur Neu-Interpretation seiner Religion. So suchte er nach philosophischen Aspekten des Alten Testaments und verbrachte einen Großteil seines Lebens mit dessen Exegese. Dabei favorisierte er eine allegorische Vorgehensweise, ein von der Stoa entwickeltes Instrument der Interpretation, mit dem hinter dem wörtlichen Sinn eines Textes dessen verborgener Sinn ermittelt wurde.
Nach dem philosophischen Kern der Bibel suchend, hielt er ihre so ausfindig gemachten Inhalte für die Quellen, aus denen sich die griechische Philosophie speise. Mose erscheint so als der erste Philosoph, der im „mythischen“ Gewand die höchste Theologie verkündet habe und über seinen Schüler Pythagoras zum Lehrer der Griechen und damit Platons wurde. So verschmolz der personale Gott des jüdischen Monotheismus mit dem transzendenten der platonischen Metaphysik. Über Gott als das Seiende, Wahre und Gute kann – wie in der Negativen Theologie Plotins – nichts Positives gewusst werden; die dennoch getroffenen positiven Aussagen stammen aus der Bibel und somit göttlicher Offenbarung: Gott schuf mit seinem Willen die Welt, wie in den ersten Worten der Genesis beschrieben.

### Frühchristliche Philosophie und Neuplatonismus
Für die Patristik und die frühchristliche Philosophie war die zeitliche Schöpfung der Welt ein Kernsatz der Orthodoxie, der gewöhnlich in den Genesiskommentaren behandelt wurde.
Vor allem Augustinus vertrat die Lehre von der zeitlichen Weltschöpfung, die er gegen den Neuplatonismus behauptete, mit der Einmaligkeit des menschlichen Schicksals begründete und mit seiner Auffassung von Zeit und Ewigkeit verband. Bis in die Frühscholastik blieb die Annahme der zeitlichen Weltschöpfung ein Dogma der christlichen Theologie und Philosophie, das in verschiedenen Schulen auf spezifische Weise mit Platons Timaios eine merkwürdige Verbindung einging. Dabei wurde Platons Schrift christlich umgedeutet, indem die Materie als von Gott geschaffen angesehen wurde.

### Jüdische und arabische Philosophie
Die meisten arabischen und jüdischen Philosophen wollten Ideen des Neuplatonismus und Aristotelismus verbinden und setzten dabei unterschiedliche Akzente. Farabi und Avicenna argumentierten gegen einen Anfang der Welt in der Zeit. Gott sei zwar Ursache der Welt, gehe ihr aber nicht zeitlich voraus. Al-Ghazālī kritisierte diese Positionen u. a. mit Argumenten, wie sie bereits Johannes Philoponus vorgetragen hatte, etwa, dass eine Anfangslosigkeit eine aktuale Unendlichkeit vorausliegender Zeitmomente impliziere, was prinzipiell ausgeschlossen sei. Dabei ging er davon aus, der Konsens islamischer Theologen verpflichte zur Annahme der Geschaffenheit der Welt.
Für Maimonides war die Ewigkeit der Welt nicht beweisbar; auch Aristoteles habe sie nicht für bewiesen gehalten. In derartigen Fällen könne man Wahrscheinlichkeitsabwägungen und der religiösen Tradition folgen. Falls es jedoch gelänge, die Ewigkeit der Welt zu beweisen, wäre es auch leicht möglich, die Tora und sonstige Überlieferungen in diesem Sinne zu reinterpretieren.
Für Averroes reichte die aristotelische Argumentation als Beweis dafür aus, dass die u. a. aschʿaritische These widersprüchlich sei, Gott habe die Welt in Ewigkeit gewollt aber in der Zeit geschaffen, und dass der Koran nirgends Gegenteiliges lehre.
Dozenten der Pariser Artistenfakultät kannten vermutlich seit etwa 1230 lateinische Übersetzungen der einschlägigen Werke von Avicenna und Averroes, Maimonides und Ghazali. Einige von ihnen vertraten Positionen, die jenen von Aristoteles und Averroes besonders nahekamen. Man nennt diese Vertreter, der Formulierung einer späteren Schrift des Thomas von Aquin folgend, meist lateinische „Averroisten“. Im Zuge der Auseinandersetzungen um diese Rezeptionen und Positionierungen kam es mehrfach zur Lese- und Lehrverboten in Paris, die auch die These der Ewigkeit der Welt betrafen (z. B. als fünfte der 1270 verurteilten Lehrsätze). Einige Dozenten, darunter Siger von Brabant änderten ihre Positionen zu einigen der strittigen Punkte, zu denen auch Weltewigkeit gehört.

### Lateinische Scholastik
In der lateinischen Scholastik, als die Schriften jüdischer und arabischer Philosophen zugänglich waren und mit ihnen die Werke Aristoteles’ bekannt wurden, verschärfte sich die Kontroverse. Von Augustinus ausgehend glaubte man, dass der Begriff der Kreatürlichkeit der Welt den zeitlichen Anfang in sich schließe. Am deutlichsten fand sich dieser Gedanke bei Bonaventura, der diese Theorie mit einer Kritik des Aristotelismus sowie einer umfassenden Geschichtsphilosophie verband.
Die Scholastik bereicherte die „uralte Frage“ des Weltanfangs nicht nur mit neuen Argumenten, sondern gab diesen zudem eine neue Richtung. Keiner der Scholastiker bestritt, dass mit dem Anfang der (materiellen) Welt auch die Zeit geschaffen worden sei. Gegenüber der Antike verlagerte sich die Fragestellung nun auf die erkenntnistheoretische Ebene in dem Sinne, welchen Status die Anfangsbehauptung aufweise. So kann die mittelalterliche Diskussion mit der später von Kant angestoßenen (→siehe Immanuel Kant) verglichen werden.
Die Epoche war von einem geistesgeschichtlichen Umbruch gekennzeichnet, der sich beispielhaft in der Aristoteles-Rezeption zeigte. In den vorhergehenden Jahrhunderten hatte sich eine christliche Philosophie entwickelt, die in Augustinus und zuletzt Anselm von Canterbury zu umfassender Wirksamkeit gekommen war. Sie beruhte auf einer etablierten Synthese von Vernunft und Glauben dergestalt, dass die Vernunft dem Glauben, die Philosophie der Theologie untergeordnet war. Die Philosophie als „Magd der Theologie“ sollte die christliche Lehre, deren Wahrheit nicht angezweifelt wurde, diskursiv einsichtig machen.
Die scholastische Methode bestand darin, in Disputationen systematisch Wahrheiten zu ermitteln, insbesondere nach syllogistischen Regeln und durch vorherige Befragung von Autoritäten, zu denen vor allem die Kirche, die Bibel und eben Aristoteles gehörten.
Zunächst war der Aristotelismus indes noch bekämpft worden. So wurden zwischen 1150 und 1250 Verbote erlassen, Schriften verbrannt und Gelehrte exkommuniziert, während mit der von Albertus Magnus eingeführten und von Thomas von Aquin ausgestalteten Lehre, die widerstreitenden Prinzipien miteinander zu versöhnen und sowohl Aristoteles wie der Glaubenswahrheit die ihnen gebührenden Plätze einzuräumen, eine Entspannung zu verzeichnen war.
Indem durch Vermittlung arabischer Philosophen die Philosophie Aristoteles’ schrittweise im christlichen Abendland bekannt wurde, begegnete man einer Weltdeutung, die sich dagegen wehrte, der Theologie untergeordnet zu sein. Viele zeitgenössische Denker befürchteten, eine „rationale“ Wahrheit könnte sich neben der religiösen behaupten. So schilderte der mit Thomas von Aquin befreundete Bonaventura einen Traum des Heiligen Hieronymus, beim Jüngsten Gericht gegeißelt zu werden, weil er die Philosophie Ciceros schätzen gelernt hatte.
Vor diesem Hintergrund nun stellte sich die Frage, wie man folgenden Satz zu verstehen habe: „Im Anfang schuf Gott Himmel und Erde“ (Gen 1,1 ). Musste man ihn glauben oder konnte seine Gültigkeit auch argumentativ ermittelt werden? Dieses in der Hochscholastik diskutierte Problem formulierte Duns Scotus: „Alle Theologen kommen in dem Schlusssatz überein, dass das Nichtsein der Welt dem Sein [der Welt] der Dauer nach vorhergegangen ist. Aber sie befinden sich darüber im Streit, ob jenes nur zu glauben ist oder durch die natürliche Vernunft erklärt werden kann.“

### Giordano Bruno
Giordano Bruno verwarf bereits in seiner ersten, in die Zeit der scholastischen Aristoteles-Verehrung fallenden Veröffentlichung das geozentrische Weltbild der Peripatetiker und unterstützte die heliozentrische kopernikanische Astronomie. Von Kopernikus wich er insofern ab, als die Sphäre der Fixsterne für ihn nicht die Grenze des Alls darstellte: Wie der von ihm verehrte Nikolaus von Kues glaubte er, dass die Erde ein Himmelskörper unter vielen anderen und das Universum unendlich sei. Mit seiner Unendlichkeit als Wirkung einer unendlichen Kraft verband er die Vorstellung der Ewigkeit der Welt.
Das Universum selbst als das einzig Seiende ist für den Pantheisten Bruno unzerstörbar und bildet eine große lebendige Einheit, die von der Weltseele erfüllt ist. Es wird nicht erzeugt, da es kein anderes Sein gibt, und es vergeht nicht, da es nichts gibt, in das es sich wandeln könnte.

### Immanuel Kant

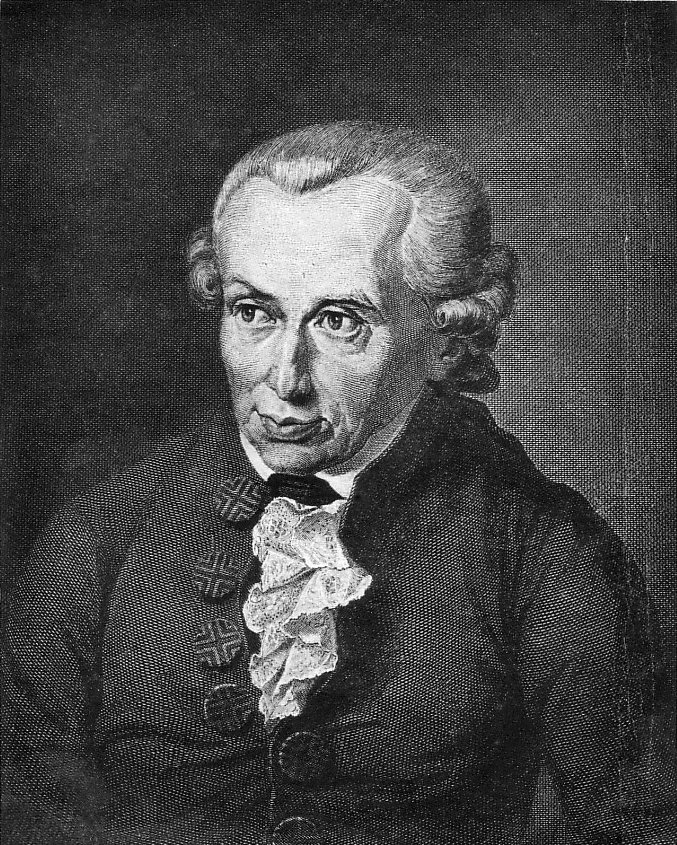
Immanuel Kant untersuchte die Wahrheit der spekulativen Kosmologie, Radierung von Johann Leonhard Raab nach einem Original von Döbler (1791)

Mit Immanuel Kant zeichnete sich eine epochale Wende der Metaphysik ab.
Nachdem er in der vorkritischen, 1755 publizierten Allgemeinen Naturgeschichte und Theorie des Himmels noch von einem beginnenden, grenzenlos fortschreitenden Kosmos ausgegangen war, stellte er in der Kritik der reinen Vernunft gegensätzliche Positionen vom Weltanfang und Weltewigkeit gegenüber, um auf das Problem des transzendentalen Scheins hinzuweisen.
In der Kritik der reinen Vernunft ging Kant ausführlich auf Schicksal und Wesen der Vernunft im Allgemeinen und der Kosmologie im Besonderen ein.
Im Abschnitt der Transzendentalen Dialektik des Werkes kehrte er zu dem Problem zurück, das seine Vernunftkritik ursprünglich auf den Plan gerufen hatte und stellte es als Antinomien der reinen Vernunft dar: Bestand das Schicksal der menschlichen Vernunft darin, von unabweisbaren, ihr Vermögen indes überschreitenden Fragen bedrängt zu werden, gab es also notwendig Metaphysik, so erzeugte sie ebenso notwendig immer nur den Schein der Wahrheit. Diesen galt es zu durchschauen. Die Versuche der reinen Vernunft, eine wahrhaft seiende Welt jenseits der Erscheinungen zu erkennen – die spekulative Metaphysik –, waren zum Scheitern verurteilt.
Während sich nach der kantischen Terminologie die Thetik mit den dogmatischen Lehren (Inhalten) befasst, soll mit der Antithetik der reinen Vernunft gerade der Widerstreit von Vernunfterkenntnissen behandelt werden. Die dogmatischen Irrtümer entstehen, wie Kant immer wieder betont, wenn die Vernunft über die Grenzen der Erfahrung hinausgehen will als „vernünftelnde Lehrsätze“. Diese brauchen in der Erfahrung weder bestätigt noch widerlegt zu werden. Sie eröffnen einen „dialektischen Kampfplatz“, auf dem der letzte Angreifer, dem nicht mehr widersprochen wird, wie der „rüstige Ritter“ siege und sicher sein könne, auf diese Weise „den Siegeskranz davon zu tragen.“ Dieser „Tummelplatz“ des dialektischen Scheins sei häufig genug betreten worden, so dass es an der Zeit sei, „als unparteiischer Richter“ aufzutreten, der den dogmatischen Inhalt als „bloßes Blendwerk“ beiseite stelle, eine „skeptische Methode“, wie sie der Transzendentalphilosophie eigen und vom Skeptizismus gänzlich zu unterscheiden sei.
Die Frage nach der ewigen Welt als einer „spekulativen Idee der reinen Vernunft“ wischte Kant dabei nicht einfach vom Tisch, sondern zeigte ihre Grenzen ebenso wie ihre Möglichkeiten: Versucht die Vernunft, über die Welt als vollendetes Ganzes nachzudenken, will sie also die Fragmente menschlicher Erfahrung zu einer Totalität ausbauen, um objektive Aussagen über sie zu treffen, verstrickt sie sich in Antinomien und unterliegt der Logik des Scheins.
Die erste Bedeutung der Antinomie als „Widerstreit der Gesetze“ lautet, dass die Vernunft unter zwei konträren Gesetzen steht. Einerseits wird alles Bedingte auf etwas Unbedingtes zurückgeführt, andererseits jede Bedingung ihrerseits als bedingt angesehen. Über diese Bedeutung hinaus handelt es sich bei Antinomien (nun im Plural) um zwei Sätze, die sich widersprechen, obwohl sie (nach den zwei Gesetzen der Vernunft) jeweils streng argumentativ bewiesen werden können.
Um das Problem der ersten der vier „kosmologischen Ideen“ (von der Ewigkeit der Welt) zu verdeutlichen, bildete Kant ein aus These und Antithese bestehendes Gegensatzpaar. Die These umschreibt die rationalistische, die Antithese die empiristische Tradition, zwei Strömungen, die sich scheinbar unversöhnlich gegenüberstanden.
- These: „Die Welt hat einen Anfang in der Zeit, und ist dem Raum nach auch in Grenzen eingeschlossen.“
- Antithese: „Die Welt hat keinen Anfang, und keine Grenzen im Raume, sondern ist, sowohl in Ansehung der Zeit, als des Raums, unendlich.“[26]

Um den Scheincharakter der jeweiligen Aussagen zu belegen, „beweist“ Kant zunächst jede einzelne, um dann zu erklären, warum diese Beweise fehlerhaft waren. Die Fehlerhaftigkeit beruht, wie er in den folgenden Anmerkungen erläutert, jeweils auf falschen, nicht transzendentalen Begriffen von Anfang und Unendlichkeit.
Die beiden Seiten standen dabei für jeweils unterschiedliche Ansprüche: Die Lehre vom Weltanfang gewährleistete in ihrer Konsequenz den Bestand von Moral und Religion, während die von der Ewigkeit der Welt der (wissenschaftlichen) Forderung eines in sich gegründeten Naturbestandes entsprach.
Da im Verlauf des von Kant dramaturgisch geschickt inszenierten Beweisverfahrens für die These wie für die Antithese gute Gründe sprachen, sie somit erschöpfende Alternativen bildeten und es jeder Seite gelang, die Gegenposition zu widerlegen, schien es nur zwei Möglichkeiten zu geben, von denen eine wahr sein musste.
Mit der „transzendentalen Vernunftkritik“ bot sich für Kant indes eine dritte Möglichkeit: Das Unbedingte kann zwar gedacht, nicht aber erkannt werden. Als regulative Prinzipien beziehen sich die Ideen auf die Erfahrung, nicht auf an sich existierende Objekte.
Dass die Frage nach dem Weltanfang in der aktuellen Philosophie ein Schattendasein führt, geht vor allem auf Kant zurück. Diese Randstellung bedeutet indes kein Ende des Fragens, da eine befriedigende Antwort noch nicht gefunden worden ist. Dies mag damit zusammenhängen, dass die für den Menschen wesentliche Bedeutung der Antwort (vor der Fragestellung) noch nicht wirklich ermittelt worden ist.

### 19. Jahrhundert

#### Arthur Schopenhauers Kritik der Kant’schen Philosophie
Für Arthur Schopenhauer war ein absoluter Anfang der Welt undenkbar. Auch die Annahme einer zukünftigen Grenze der Welt sei zwar möglich, aber kein notwendiger Gedanke der Vernunft. Schon die Hindus (→ Hinduismus) hätten die Unendlichkeit der Welt durch eine „monströse Chronologie“ darzustellen versucht, indem sie das Relative jeweils angenommener Zeitlängen in den unterschiedlichen Zeitaltern beschrieben. Der immer schaffende Brahma werde kurz nach seinem Tode wiedergeboren, um so „von Ewigkeit zu Ewigkeit“ sein Werk zu verrichten.
Von der Wahrheit der Antithese Kants ausgehend, bewertete er dessen Methode der Antinomien als „bloße Spiegelfechterei“. Nur die jeweiligen Antithesen beruhten auf Formen des Erkenntnisvermögens, während die Beweise und Behauptungen der Thesen auf die „Schwäche des vernünftelnden Individuums“ zurückgingen. Dessen Einbildungskraft ermüde bei einem unendlichen Regress, den sie deswegen willkürlich begrenze. Aus diesem Grunde sei der Beweis für die These in allen Antinomen sophistisch. Kant habe zudem nur mit viel Mühe und Kunst die These aufrechterhalten können. Wollte man dessen These von einem Weltanfang gelten lassen, könne man sie ebenso auf die Zeit selbst anwenden und beweisen, dass sie – als Zeit – angefangen habe. Dieses sei widersinnig. Der Sophismus Kants bestehe darin, dass er, statt von der Anfanglosigkeit einer Reihe von Zuständen zu sprechen, plötzlich die Endlosigkeit untergeschoben und nur bewiesen habe, was ohnehin niemand bezweifele.
Gegen das richtige, auf Aristoteles zurückgehende Argument, eine Veränderung rückwärts in der Zeit würde eine unendliche Reihe von Veränderungen notwendig voraussetzen, bringe Kant nichts vor. Ein Anfang dieser Kausalkette sei unmöglich.

#### Ludwig Feuerbach
Für Ludwig Feuerbach, in seinem einflussreichen Werk Das Wesen des Christentums, bedeutete die Ewigkeit der Welt nichts weiter als die „Wesenhaftigkeit der Materie“ und die „Schöpfung der Welt aus Nichts“ nur „die Nichtigkeit der Welt.“ Das Ende eines Dings sei mit seinem Anfang unmittelbar gesetzt: „Der Anfang der Welt ist der Anfang ihres Endes. Wie gewonnen, so zerronnen. Der Wille hat sie ins Dasein gerufen, der Wille ruft sie wieder zurück ins Nichts.“.
„Die Schöpfung aus Nichts“ sei indes dem Range und nicht nur der Zeit nach „das erste Wunder“, aus dem sich alle folgenden von selbst ergeben hätten, wie von der Geschichte bewiesen werde. Wer die Welt aus Nichts mache – wie sollte der nicht „aus Wasser Wein machen“? Da nun das Wunder ein Werk der Einbildungskraft sei, gelte dies auch für die Schöpfung als dem ursprünglichen Wunder. Aus diesem Grunde habe man die Lehre von der Schöpfung aus Nichts als übernatürlich interpretiert und sich auf heidnische Philosophen berufen, die aus einer schon vorhandenen Materie die Welt durch „göttliche Vernunft“ gebildet hätte – dieses Prinzip aber sei kein anderes als das der Subjektivität, das im Christentum zur „unbeschränkten Universalmonarchie“ erhoben worden sei.

#### Nietzsches Gedanke der ewigen Wiederkunft

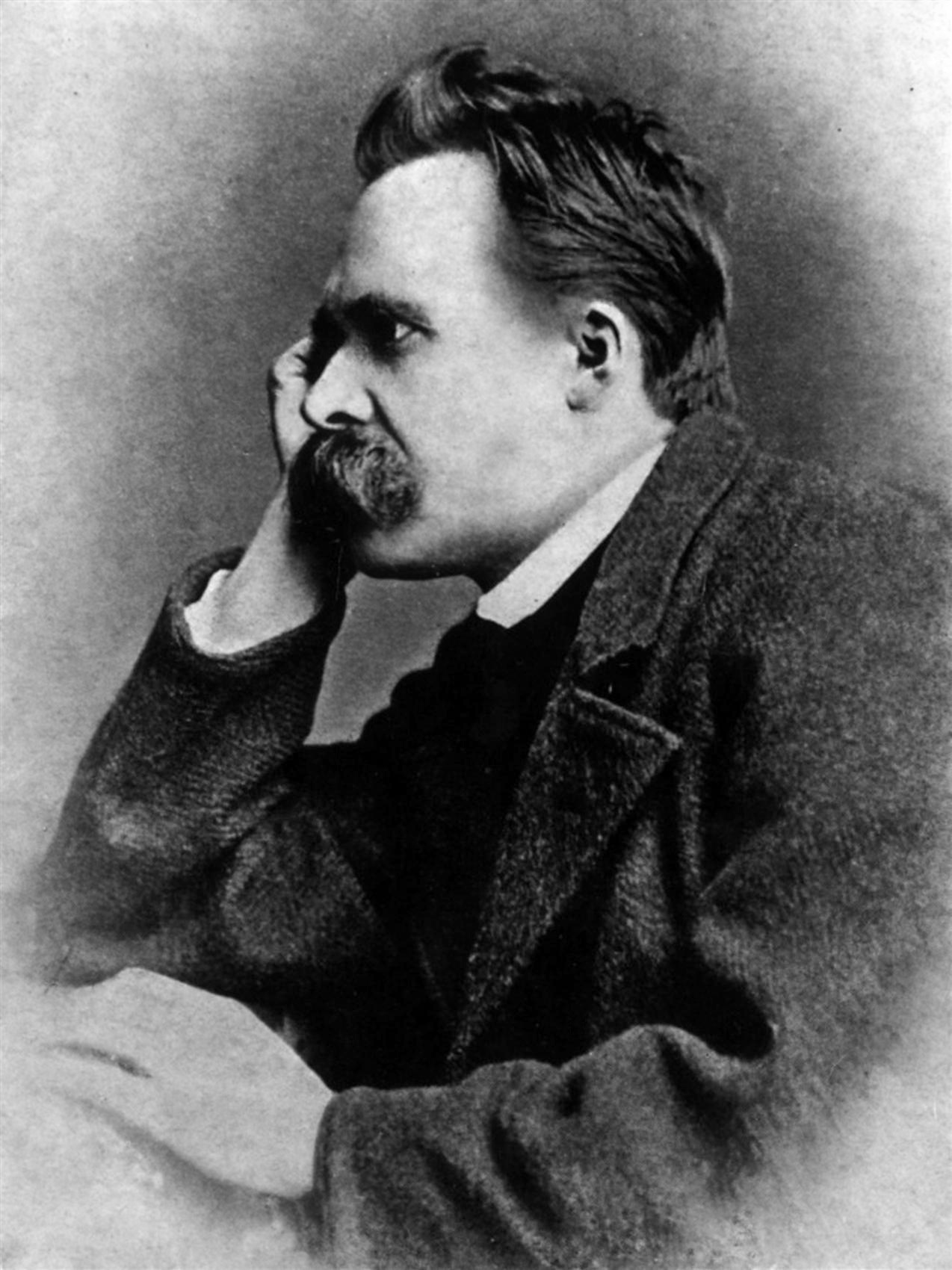
Friedrich Nietzsches Zarathustra prophezeit die Ewige Wiederkunft; 1882 (Photographie von Gustav Adolf Schultze)

Friedrich Nietzsches Gedanke der ewigen Wiederkunft besagt, dass alles bereits gewesen ist und sich unendlich oft wiederholt.
Dieses zentrale, einem zyklischen Zeitverständnis entsprechende Motiv findet sich in vielen seiner Schriften.
Nietzsche erstrebte mit ihm eine Synthese antiker Kreislauflehren Heraklits und Pythagoras’ mit dem Zeitpfeil moderner Physik, um Antike und Neuzeit zu versöhnen und so in die Welt- und Wertvorstellung der Menschen zu gelangen.
Nietzsche wendet sich auch gegen egalitäre Erlösungsversprechen, die sich aus teleologischen Vorstellungen einer für alle gleichen Zukünftigkeit ergeben. Den eschatologischen Charakter des Begriffs „Wiederkunft“ aufgreifend, kann Nietzsches Lehre, wie Miguel Skirl formuliert, als antichristliche Parodie auf die zweite Parusie verstanden werden. Sie erschöpft sich nicht in reiner Destruktion, indem sie auf das Ausbleiben der Parusie („Sankt Nimmerleinstag“) anspielt und einen Advent hic et nunc bedeutet.

##### Zarathustra
Der Gedanke wird von Zarathustra verkündet, taucht allerdings in erster Ausführlichkeit in der fröhlichen Wissenschaft auf: „Was wäre, wenn eines Tages ein Dämon einem sagte, dass man das Leben noch unzählige Male leben müsse, jeder Schmerz und jede Lust und jeder Gedanke und Seufzer und alles unsäglich Kleine und Grosse.“ „Die ewige Sanduhr des Dasein“ werde „immer wieder umgedreht – und du mit ihr, Stäubchen vom Staube!“
Der Zarathustra nimmt im Werk Nietzsches literarisch und philosophisch eine Sonderstellung ein, da er, wie Karl Löwith formulierte, dessen ganze Philosophie in einem „durchdachten System von Gleichnissen“ enthalte. In ihm spielt der Gedanke der ewigen Wiederkehr nicht nur die zentrale Rolle – für Löwith kann er als Prinzip der Umwertung aller Werte betrachtet werden, kehre er doch den Nihilismus um.
Der Wille zur ewigen Wiederkehr sei Teil eines Systems der Bewegung, die vom moralischen „Du sollst“ über das befreite „Ich will“, bis zur Wiedergeburt des „Ich bin“ als des „ewig wiederkehrenden Daseins inmitten der naturhaften Welt alles Seienden“ führe. Stadien, die am Anfang des Werkes als die drei Verwandlungen beschrieben werden: „Wie der Geist zum Kamele wird, und zum Löwen das Kamel, und zum Kinde zuletzt der Löwe.“
Zarathustras „Untergang“ beginnt mit der Wiederkunftslehre und endet für den „Genesenden“, dem „Lehrer der ewigen Wiederkunft“, mit ihrer Überwindung, was nicht bedeutet, dass sie damit für Nietzsche selbst obsolet gewesen wäre.
Vor dem Drama der ewigen Wiederkunft auch des Kleinsten, die Zarathustra als ekelerregend, als „Überdruss an allem Dasein“ empfindet, besteht Hoffnung angesichts des Übermenschen, der die Wiederkunft ertragen kann. Vor seiner Möglichkeit werde die Lehre der Wiederkunft „auf schauerliche Weise“ erträglich.

##### Nietzsche
Von einer schlichten Wiederkehr der Dinge hatte Nietzsche bereits im Frühwerk gesprochen. In der nachgelassenen Schrift der Basler Jahre Die Philosophie im tragischen Zeitalter der Griechen, in der er sich von Richard Wagner (an die Stelle der Kunst tritt die Philosophie) und Arthur Schopenhauer (an seine Stelle tritt Heraklit) zu emanzipieren begann, tauchten erstmals kosmologische Erwägungen auf. Heraklit habe sich als Physiker Anaximander untergeordnet, der die Theorie Thales’ vom Ursprung der Dinge aus dem Wasser weiterentwickelt und die Unterschiede von warm und kalt herausgearbeitet habe. Heraklit habe demgegenüber die Bedeutung des zentralen Feuers betont, zu dem die Dünste des Meeres aufstiegen und dem „himmlischen Feuer der Gestirne zur Nahrung dienen“
Aus der Zentralstellung des Feuers folge, dass auch das Kalte nur als „Grad des Warmen“ gedeutet worden sei. Kosmologisch stimmte Heraklit nach Nietzsche mit Anaximander überein, da beide an einen „periodisch sich wiederholenden Weltuntergang und an ein immer erneutes Hervorsteigen einer anderen Welt aus dem alles vernichtenden Weltbrande“ geglaubt hätten. Beide Denker charakterisierten die Periode, „in der die Welt jenem Weltbrande und der Auflösung in das reine Feuer entgegeneilt...als ein Begehren und Bedürfen …, das volle Verschlungensein im Feuer als die Sattheit …“
In einem nachgelassenen, dem Zitat aus der Fröhlichen Wissenschaft ähnelnden Fragment aus dem Jahre 1881 deutet Nietzsche den Wiederkunftsgedanken kosmologisch im Sinne der Unendlichkeit: Die „Welt der Kräfte“ werde nicht schwächer, „sonst wäre sie in der unendlichen Zeit schwach geworden und zu Grunde gegangen.“ Sie erleide „keinen Stillstand: denn sonst wäre er erreicht worden, und die Uhr des Daseins stünde still. Die Welt der Kräfte kommt also nie in ein Gleichgewicht, sie hat nie einen Augenblick der Ruhe, ihre Kraft und ihre Bewegung sind gleich groß für jede Zeit. Welchen Zustand diese Welt auch nur erreichen kann, sie muß ihn erreicht haben und nicht einmal, sondern unzählige Male.“
Nietzsche leitet seinen zentralen Gedanken auch naturwissenschaftlich ab: Der Energieerhaltungssatz fordere die ewige Wiederkehr. In ihr komme der Sieg des wissenschaftlichen Geistes über den religiösen zum Ausdruck, sie sei die wissenschaftlichste aller Hypothesen, eine „neue Weltkonzeption“. Anstatt eines final gedachten Fortschritts postuliere sie den anfangs- und endlosen Kreislauf einer sich selbst erhaltenden Kraft. Die Welt sei keine willkürliche Gottesschöpfung, sondern in jedem Augenblick Anfang und Ende zugleich, habe weder Ursprung noch Ziel.

## Religion

### Hinduismus

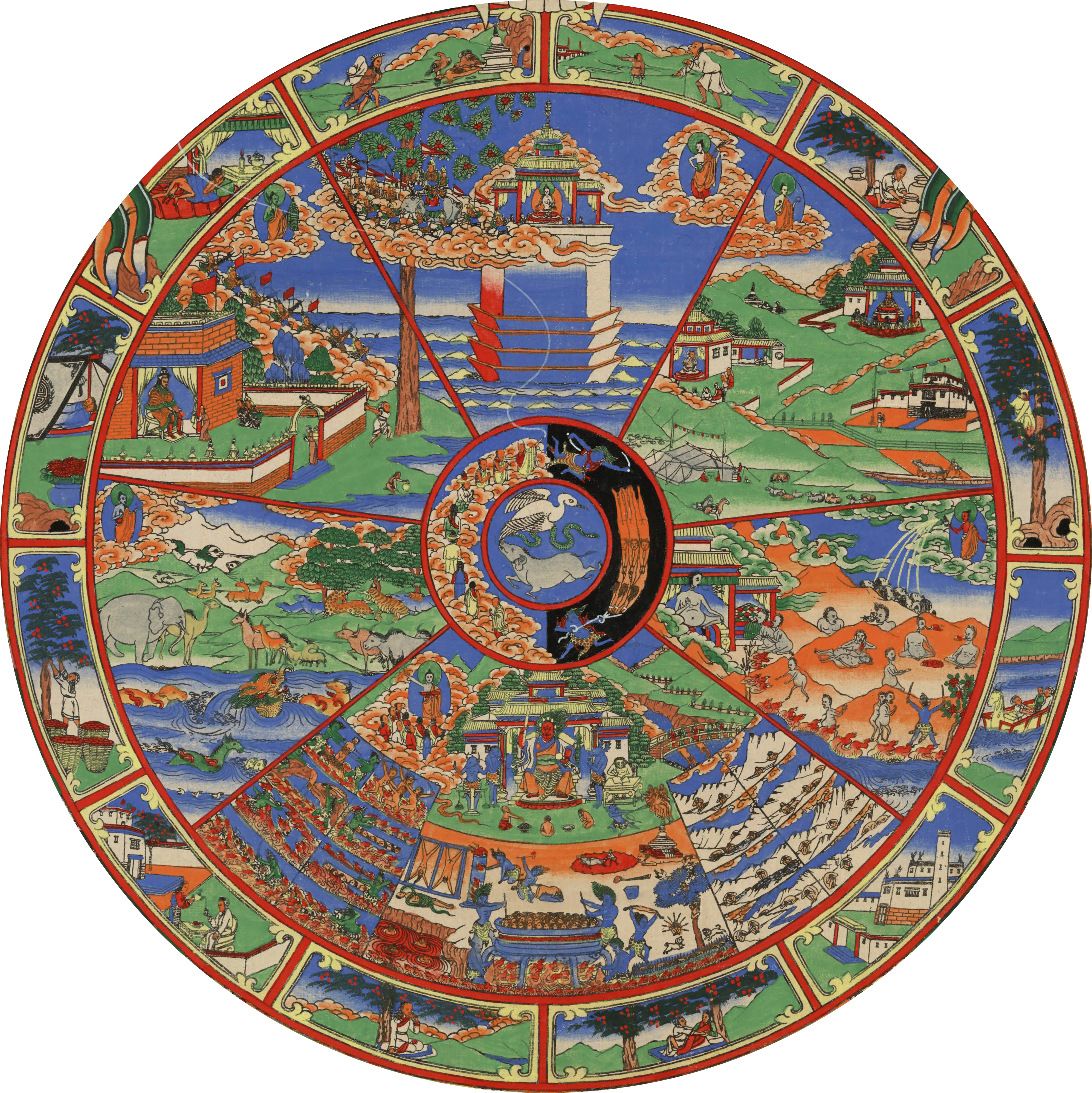
Das Lebensrad als Symbol des ewigen Kreislaufs von Samsara

Das indische Weltbild ist seit den Upanishaden von Elementen geprägt, die sich – in unterschiedlich modifizierter Form – bis heute erhalten haben. Dazu gehört der Glaube an die Anfangs- und Endlosigkeit des Weltprozesses.
Die Welt ist nach der Lehre der Puranas von einer Hülle umgeben, die aus Schichten übereinander gelegener Elemente besteht. Diese Welteier, von denen es unendlich viele gibt und die im leeren Raum nebeneinander ruhen, werden von unendlich vielen Lebewesen, Geistern und Göttern bewohnt. Die Seele existiert seit anfangloser Zeit und nimmt, je nach den begangenen guten oder bösen Taten ihres Vorlebens nach dem Konzept des Karma, den ihr zukommenden Leib an.
Die meisten der unterschiedlichen Richtungen des Hinduismus gehen davon aus, dass alle Stoffe der Welt aus der Urmaterie (Prakati) hervorgegangen sind, mag diese nun eine göttliche Emanation oder ein neben Gott bestehendes Weltprinzip sein. Dieser Urstoff war zunächst im Zustand der Weltenruhe, der dem Untergang einer vorherigen Welt gefolgt war.
Die Urmaterie besteht aus drei unterschiedlich gearteten Substanzen – leicht, beweglich und dunkel –, die während der Weltenruhe noch ausbalanciert sind. Beginnt die Weltrevolution, erschüttert Gott das Gleichgewicht und die Bestandteile beginnen sich zu vermischen. In einem fortschreitenden Verdichtungsprozess entstehen so alle Stoffe, aus deren Kombination das Weltei besteht.
Gott begibt sich in dieses Reich und lässt den wegen seines Karma prädestinierten Gott Brahma hervorgehen. Im Auftrag Gottes richtet dieser als Demiurg die Welt nach den ewigen Gesetzen ein. Hierbei erinnert er sich an den Zustand der früheren untergegangenen Welt. Nach dem jeweiligen Karma ermöglicht er den Einzelseelen, die während der Weltenruhe geschlafen haben, in die unterschiedlichen Körper zu inkarnieren und so die Formen von Göttern, Geistern, Menschen Tieren und Pflanzen anzunehmen.
Ist das Leben eines Brahma nach einer langen Reihe von Weltentstehungen und Untergängen abgelaufen, wird das Weltei zerstört und die undifferenzierte Urmaterie bildet sich zurück. Aus ihr geht nach einer langen Pause gänzlicher Ruhe eine neue Welt hervor.
In der so geschaffenen Welt sind alle Lebewesen, zwischen denen nur graduelle, keine wesentlichen Unterschiede bestehen, dem ewigen und leidvollen Kreislauf des Samsara unterworfen, der im Symbol des Lebensrades anschaulich dargestellt wird.

### Buddhismus
Der Buddhismus betont die Vergänglichkeit (Anicca) der Erscheinungen in einem ewigen Kreislauf von Entstehen und Vergehen. Die Welt besteht für Buddha nicht aus einem einheitlichen Ganzen, sondern aus zahllosen Einzelbestandteilen, die ebenfalls wieder ephemeren Charakters sind und sich zu jeweils vergänglichen Erscheinungen zusammenfügen. Die Einzelfaktoren sind die unendlich vielen Inkarnationen des Dharma, des Daseinsgesetzes, das sich in einem zweckvoll eingerichteten Kosmos ebenso zeige wie in der moralischen Weltordnung, die auf dem kausalen Vergeltungsgesetz des Karma gründet.
Buddha glaubte ebenso wenig an ewige materielle Atome, unsterbliche Seelen oder Geistmonaden wie an eine ewige Ursubstanz. So vermied er alle Spekulationen, die hinter den Erscheinungen etwas Unvergängliches zu erblicken glaubten. Das scheinbar Ewige war für ihn die leidvolle Verkettung von Ursachen und Wirkungen des Samsara, das allenfalls durch heilsbringende Einsicht überwunden werden konnte, um zur ewigen Ruhe des Nirwana zu gelangen.

### Christentum
Die Lehre der Creatio ex nihilo, der Schöpfung aus dem Nichts, entfaltete sich in der frühchristlichen Theologie in der Auseinandersetzung mit Positionen der griechischen Philosophie und bestimmten gnostischen Überlegungen. Ihnen gegenüber argumentierte sie, dass die Welt als Werk des (aus dem Judentum übernommenen) Schöpfergottes gänzlich voraussetzungslos sei, eine Sicht, die mit den göttlichen Attributen der Allmacht und absoluten Freiheit zusammenhing.
Außer dem ewigen Sein des einzigen Gottes selbst war alles von ihm ins Dasein gerufen und im Dasein erhalten. Auf diese Weise erschien die Welt nicht durch etwas anderes ermöglicht oder bedingt, das Gottes Schaffen vorgegeben war. Mit einer Selbstentfaltung oder Selbstwerdung des göttlichen Wesens hat die Schöpfung nichts zu tun. Die außergöttliche Wirklichkeit ist kontingent und nur da, weil Gott sie frei wollte und müsste – ohne sein fortgesetztes Wollen (creatio continua) – augenblicklich ins Nichts zurückfallen.
Zwar enthielt das platonische Modell vom „Demiurgen“ (→siehe Platon) ebenfalls das Element des „Schaffens“; dieses aber ging aus vom „ungeordneten Stoff“ (Chaos) in den geordneten Kosmos.
Die Argumentation Melissos’, Seiendes könne nur aus Seiendem und nicht aus Nicht-Seiendem entstehen, wurden mit der „Creatio ex nihilo“ ebenfalls zurückgewiesen.
Indem Gott die Materie erschaffen hat, konnte sie nicht, wie er, ewig sein und sicherte ihm die Souveränität bei der Schöpfung.

## Kosmologie

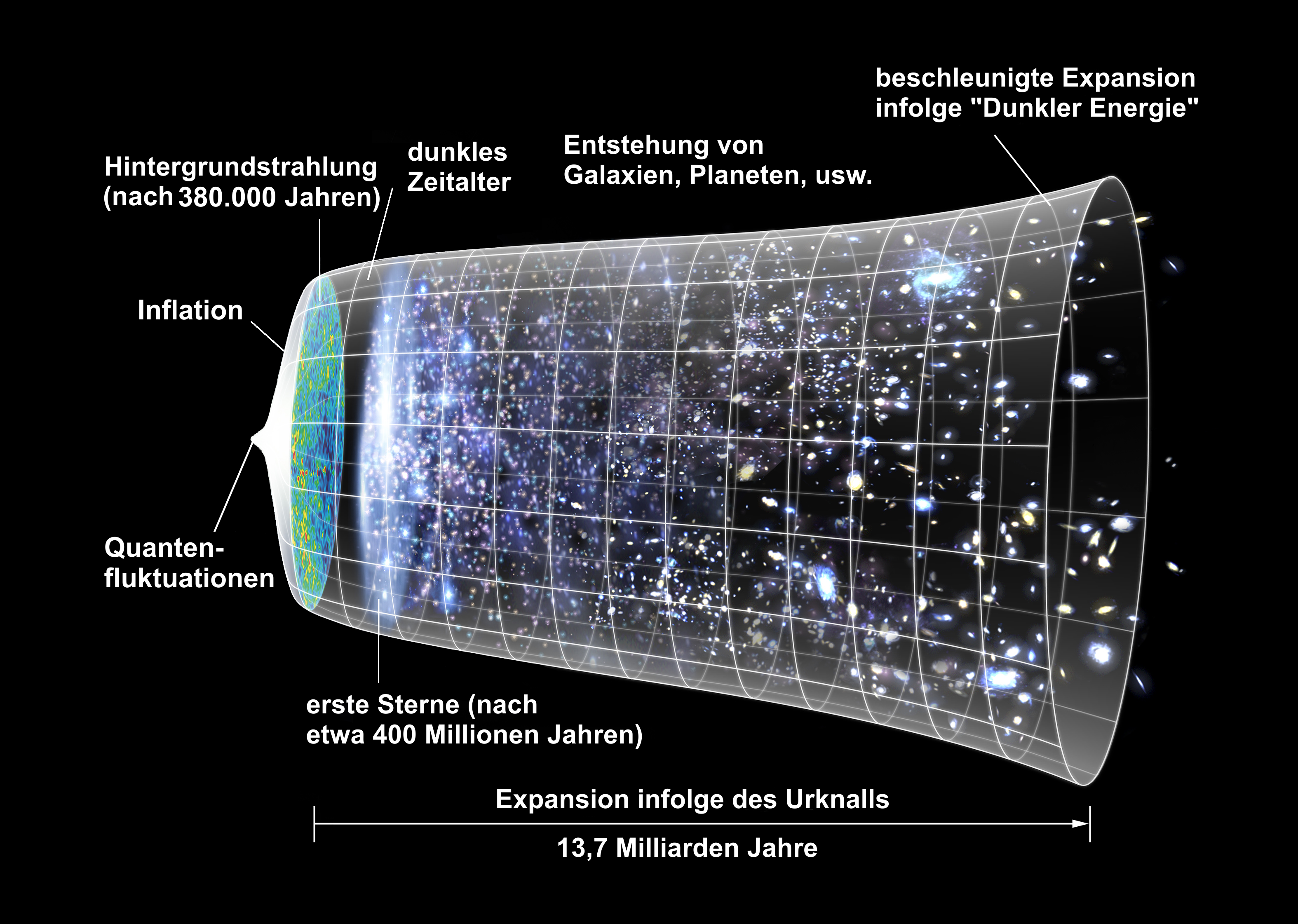
Entwicklungsstadien des Universums (nur zur Illustration, nicht maßstäblich)

In der Physik ist die Frage nach der zeitlichen Endlichkeit, oder Unendlichkeit des Universums Gegenstand der Fachrichtung Kosmologie.
Isaac Newton entwickelte mit der Veröffentlichung seiner Principia 1687 das Newtonsche Gravitationsgesetz. Mit seiner Hilfe konnte er die 70 Jahre älteren Keplerschen Gesetze erklären, die Aussagen über die Bewegungen der Planeten und Monde im Sonnensystem machen. Newton bezog alle Ereignisse auf einen absoluten Raum und eine absolute Zeit. In der Principia beschrieb er, dass der „absolute Raum vermöge seiner Natur und ohne Beziehung auf einen äußeren Gegenstand stets gleich und unbeweglich“ bleibe. An die Stelle der Erde trat für den tiefgläubigen Newton ein fiktiver Weltmittelpunkt, eine Vorstellung, mit der er die Kopernikanische Wende gleichsam zurücknahm.
Da sich die Sterne durch die Gravitation gegenseitig anziehen, können sie nicht in weitgehender Bewegungslosigkeit verharren. Sie würden auf lange Sicht zu einem Punkt zusammenstürzen. Die beobachtete Verteilung der Sterne kann also nicht schon immer existiert haben. Newton erkannte das Problem. Als Lösung nahm er an, dass es unendlich viele Sterne in einem unendlich großen Raum gebe. Wenn diese sich annähernd gleichmäßig über den unendlichen Raum verteilten, gäbe es keinen Mittelpunkt, in den sie stürzen könnten.
Heute ist das Friedmann-Lemaître-Universum die überwiegend anerkannte Theorie. Es sieht den Beginn des Universums in der Singularität des Urknalls.
Diese Vorstellung wird durch astronomische Beobachtungen der Rotverschiebung unterstützt. Diese Messungen ergeben, dass der Urknall vor etwa 13,7 Milliarden Jahren erfolgte.